# Liste der denkmalgeschützten Objekte in Salzburg-Aigen
Die Liste der denkmalgeschützten Objekte in Salzburg-Aigen enthält die 26 denkmalgeschützten, unbeweglichen Objekte der Salzburger Katastralgemeinde Aigen I.

## Denkmäler
| Foto |                 | Denkmal                                                                                               | Standort                                              | Beschreibung | Metadaten |
| ---- | --------------- | --- | ----------------------------------------------------- | --- | --- |
| ja   | Datei hochladen | Flederbachschlösschen HERIS-ID: 46767 Objekt-ID: 48943                                                | Aigner Straße 13 Standort KG: Aigen I                 | Das Gut Flederbach ist urkundlich seit 1360 bezeugt. Der jetzige Bau ist ein typisch spätgotischer Ansitz aus der Mitte des 16. Jahrhunderts. Seit 1912 im Besitz der Familie Habsburg-Toskana. | BDA-Hist.: Q1427671 Status: Bescheid Stand der BDA-Liste: 2025-06-30 Name: Flederbachschlösschen GstNr.: 221/1 Flederbachschlössl                                                               |
| ja   | Datei hochladen | Hauskapelle Mariae Himmelfahrt HERIS-ID: 71515 Objekt-ID: 84705                                       | Aigner Straße 27 Standort KG: Aigen I                 | Die Kapelle ist an das Haus in der Aigner Straße 27 angebaut. | BDA-Hist.: Q38127829 Status: Bescheid Stand der BDA-Liste: 2025-06-30 Name: Hauskapelle Mariae Himmelfahrt GstNr.: 601 Hauskapelle Mariä Himmelfahrt                                            |
| ja   | Datei hochladen | Aufnahmsgebäude Salzburg-Aigen HERIS-ID: 59258 Objekt-ID: 70359                                       | Aigner Straße 73 (Bahnhof Aigen) Standort KG: Aigen I | | BDA-Hist.: Q106826588 Status: Bescheid Stand der BDA-Liste: 2025-06-30 Name: Aufnahmsgebäude Salzburg-Aigen GstNr.: 750/2 Aufnahmsgebäude Bahnhof Salzburg Aigen                                |
| ja   | Datei hochladen | Abfalterhof oder Villa Preuschen HERIS-ID: 46732 Objekt-ID: 48868                                     | Dr.-Petter-Straße 9 Standort KG: Aigen I              | Der Abfalterhof geht auf das 17. Jahrhundert zurück. Der jetzige Bau ist vor Mitte des 19. Jahrhunderts zu datieren. Er erscheint heute als klassizistisch-biedermeierlicher Bau mit zwei Geschoßen und Walmdach sowie vorgebauten, überdachten Veranden. Seit 1973 im Besitz von James Preuschen. | BDA-Hist.: Q38023282 Status: Bescheid Stand der BDA-Liste: 2025-06-30 Name: Abfalterhof oder Villa Preuschen GstNr.: 243/1                                                                      |
| ja   | Datei hochladen | Villa Joachim/Villa Schmerling/Turmhaus HERIS-ID: 44303 Objekt-ID: 45080                              | Ernst-Grein-Straße 6 Standort KG: Aigen I             | Diese Villa wurde 1876 an der Stelle des Pambichlstöckls durch den Bauherrn Joseph Joachim (Geiger, Dirigent und Komponist; ab 1868 Direktor der Königlichen Hochschule für Musik in Berlin) und seiner Frau Amalia (Hofopernsängerin) vermutlich nach Plänen von Valentin Ceconi errichtet. Sie ist ein dreigeschoßiger Hauptbau mit angeschlossenem vierstöckigen Turmanbau. In dem Haus waren Clara Schumann und Johannes Brahms zu Gast. | BDA-Hist.: Q38007940 Status: Bescheid Stand der BDA-Liste: 2025-06-30 Name: Villa Joachim/Villa Schmerling/Turmhaus GstNr.: 572/3                                                               |
| ja   | Datei hochladen | Bildungshaus St. Virgil HERIS-ID: 53223 Objekt-ID: 61029                                              | Ernst-Grein-Straße 14 Standort KG: Aigen I            | Der 1976 eröffnete Bau von Wilhelm Holzbauer ist ein herausragendes Beispiel für den Bau von Volksbildungsstätten der jüngeren Architekturgeschichte. Der Name bezieht sich auf den heiligen Virgil, einen Bischof von Salzburg und im 8. Jahrhundert Erbauer des sog. Virgildomes. | BDA-Hist.: Q861656 Status: § 2a Stand der BDA-Liste: 2025-06-30 Name: Bildungshaus St. Virgil GstNr.: 580/1 Bildungshaus Salzburg St. Virgil                                                    |
| ja   | Datei hochladen | Vogelsang- oder Luegermayrschlößl in Parsch HERIS-ID: 47091 Objekt-ID: 49630                          | Fürbergstraße 65 Standort KG: Aigen I                 | Der kubische Kern stammt aus dem 16. Jahrhundert und war ein Lustschlössl der Erzbischöfe und weiterer Adeliger. Umbauten im 19. Jahrhundert, veranlasst durch Fürstin Juliane Lobkowitz. Seit 1922 im Besitz der Familie Sockhammer. Die Villa ist ein zweigeschoßiger Bau mit steilem Walmdach. Das Interieur soll noch aus dieser Zeit stammen. | BDA-Hist.: Q1875504 Status: Bescheid Stand der BDA-Liste: 2025-06-30 Name: Vogelsang- oder Luegermayrschlößl in Parsch GstNr.: 188/2                                                            |
| ja   | Datei hochladen | Fondachhof in Parsch HERIS-ID: 47070 Objekt-ID: 49605                                                 | Gaisbergstraße 46 Standort KG: Aigen I                | Hier ist seit 1122 ein zum Stift St. Peter gehörender Hof erwähnt. Um 1700 wird ein von Tach namensgebend. Das heutige Erscheinungsbild entspricht einem Umbau von 1792. Ab 1941 bis Ende 1993 war hier ein Fünf-Sterne-Hotel untergebracht. Ab 1997 ließ der Salzburger Bauträger Fürst Developments auf dem Areal des Fondachhofs Wohnbauten errichten. | BDA-Hist.: Q1124784 Status: Bescheid Stand der BDA-Liste: 2025-06-30 Name: Fondachhof in Parsch GstNr.: 274/2, 274/27 Fondachhof, Salzburg                                                      |
| ja   | Datei hochladen | Ehemalige Feigenkaffeefabrik Hofer HERIS-ID: 36740 Objekt-ID: 35721                                   | Gaisbergstraße 6 Standort KG: Aigen I                 | An der Stelle der ehemaligen Eckbäckmühle war hier die bekannte Feigenkaffeefabrik Andre Hofer (später Vereinigte Feigenfabriken Ludwig Zeller und Co) untergebracht. Nach dem Zweiten Weltkrieg gehörte das Gebäude dem Borromäum (Volksschule Parsch). 1977 wurde das Fabrikgebäude nach Plänen von Wilhelm Holzbauer erweitert, gehörte ab 1978 dem Salzburger Residenzverlag, heute einer Industrieholding. | BDA-Hist.: Q37971904 Status: Bescheid Stand der BDA-Liste: 2025-06-30 Name: Ehemalige Feigenkaffeefabrik Hofer GstNr.: 204/6                                                                    |
| ja   | Datei hochladen | Bildstock, Gänsbrunnkapelle HERIS-ID: 36726 Objekt-ID: 35707                                          | bei Gänsbrunnstraße 1 Standort KG: Aigen I            | Der gemauerte quadratische Bildstock mit Vordach stammt aus der Zeit um 1800. | BDA-Hist.: Q37971882 Status: Bescheid Stand der BDA-Liste: 2025-06-30 Name: Bildstock, Gänsbrunnkapelle GstNr.: 462/1                                                                           |
| ja   | Datei hochladen | Kath. Pfarrkirche Parsch, Zum hl. Blut, mit Pfarrsaal und Pfarrhof HERIS-ID: 53218 Objekt-ID: 61024   | Geißmayerstraße 6 Standort KG: Aigen I                | Eingebaut wurde die Kirche in einen nach 1866 errichteten Bauernhof, es war die erste Kirche der Moderne in Österreich nach dem Zweiten Weltkrieg und wurde 1954 bis 1956 errichtet. Die Planung erfolgte durch die arbeitsgruppe 4, bestehend aus Wilhelm Holzbauer, Friedrich Kurrent und Johannes Spalt. Das Kirchenportal gestaltete Richard Kurt Fischer nach Entwürfen von Oskar Kokoschka. | BDA-Hist.: Q2054161 Status: § 2a Stand der BDA-Liste: 2025-06-30 Name: Kath. Pfarrkirche Parsch, Zum hl. Blut, mit Pfarrsaal und Pfarrhof GstNr.: 229/3 Parscher Pfarrkirche Zum Kostbaren Blut |
| ja   | Datei hochladen | Umspannwerk Aigen HERIS-ID: 40517 Objekt-ID: 40460                                                    | Geroldgasse 4 Standort KG: Aigen I                    | Das Umspannwerk wurde 1911 in der Zeit von Direktor Ferdinand Alber errichtet. Heute wird das Gebäude als Seminarzentrum genutzt. | BDA-Hist.: Q37995068 Status: Bescheid Stand der BDA-Liste: 2025-06-30 Name: Umspannwerk Aigen GstNr.: 640/14                                                                                    |
| ja   | Datei hochladen | Wohnhaus, Haus Birkle HERIS-ID: 36742 Objekt-ID: 35723                                                | Gersbergweg 23 Standort KG: Aigen I                   | Das Haus stammt aus dem Jahr 1933. Bauherren sind Albert Birkle (akademischer Maler) und seine Ehefrau Elisabeth. Der Entwurf stammt vom Architekten Otto Prossinger. Das Haus schließt bewusst an die alpine, bäuerliche Tradition an. Ausstattung durch bodenständiger Handwerkskunst mit wertvollem heimischen Material. | BDA-Hist.: Q37971915 Status: Bescheid Stand der BDA-Liste: 2025-06-30 Name: Wohnhaus, Haus Birkle GstNr.: 104                                                                                   |
| ja   | Datei hochladen | Ansitz, Gasthaus, sog. Doktor-Schlössl HERIS-ID: 29039 Objekt-ID: 25661                               | Glaserstraße 7 Standort KG: Aigen I                   | Das Anwesen wird 1116 im Besitz des Klosters Nonnberg stehend erwähnt. Namensgebend für das Schlössl war um 1670 der Eigentümer Franz Mayr, hochfürstlicher Medicus von Erzbischof Wolf Dietrich von Raitenau. Heute ist darin ein Drei-Sterne-Hotel untergebracht. Das kubisch wirkende Schlössl weist drei Geschoße auf, an den Ecken befinden sich vier kleine sechseckige Türmchen, die von dem 1879 durchgeführten Umbau durch Freiherrn von Fuchs stammen. | BDA-Hist.: Q1235114 Status: Bescheid Stand der BDA-Liste: 2025-06-30 Name: Ansitz, Gasthaus, sog. Doktor-Schlössl GstNr.: 786                                                                   |
| ja   | Datei hochladen | Kolleg St. Joseph der Kongregation der Missionare vom kostbaren Blut HERIS-ID: 53225 Objekt-ID: 61032 | Gyllenstormstraße 8 Standort KG: Aigen I              | Das Kolleg St. Josef wurde in der ehemaligen Parkanlage der Villa Trapp von 1961 bis 1964 nach den Plänen der arbeitsgruppe 4 mit den Architekten Wilhelm Holzbauer, Friedrich Kurrent und Johannes Spalt errichtet. | BDA-Hist.: Q15117453 Status: Bescheid Stand der BDA-Liste: 2025-06-30 Name: Kolleg St. Joseph der Kongregation der Missionare vom kostbaren Blut GstNr.: 691/1 Kolleg St. Josef (Salzburg)      |
| ja   | Datei hochladen | Römische Villa Kohlerfeld bei Glasenbach HERIS-ID: 60134 Objekt-ID: 72050                             | Kohlerfeld Standort KG: Aigen I                       | Auf der rechten Straßenseite der Aigner Straße stadtauswärts Richtung Glasenbach, kurz vor der Schule der Ursulinen, wurden 1817 erste Probegrabungen durchgeführt, durch welche ein rund 23,7 × 23,06 m großes römisches Gebäude mit Fußbodenheizungen und Mosaiken freigelegt wurde. 2006 wurde eine Prospektion mittels Bodenradar und Geoelektrik durchgeführt, welche zahlreiche weitere Gebäude und eine Umfassungsmauer der Gesamtanlage zum Vorschein brachte. | BDA-Hist.: Q1454332 Status: Bescheid Stand der BDA-Liste: 2025-06-30 Name: Römische Villa Kohlerfeld bei Glasenbach GstNr.: 764, 988                                                            |
| ja   | Datei hochladen | Villenanlage, Villa Schmederer HERIS-ID: 57517 Objekt-ID: 67686                                       | Kreuzbergpromenade 4 Standort KG: Aigen I             | Der Münchener Brauereibesitzer Ludwig Schmederer (heute Paulaner- und Thomas Brauerei AG) ließ sich in den Jahren 1887–1889 nach Plänen des Architekten Josef Wessicken von der Baufirma Valentin Ceconi und Jakob Ceconi in unmittelbarer Nähe zum Apothekerhof eine herrschaftliche Villa im Neorenaissancestil errichten. Heute ist die Villa im Besitz der deutschen Milliardäre Helga und Erich Kellerhals. | BDA-Hist.: Q1621072 Status: Bescheid Stand der BDA-Liste: 2025-06-30 Name: Villenanlage, Villa Schmederer GstNr.: 274/26, 277/1, 289 Villa Schmederer                                           |
| ja   | Datei hochladen | Kapelle am Kreuzberg, Waldkapelle in Parsch HERIS-ID: 60164 Objekt-ID: 72127                          | Kreuzbergpromenade 4a Standort KG: Aigen I            | Die Waldkapelle ist eine kleine, gemauerte, spätgotische Kapelle mit einer tiefen Nische und einem barock-schmiedeeisernen Gitter, hinter dem die Figur der schmerzhaften Madonna aus dem 18. Jahrhundert steht. Auf der Kapelle befindet sich ein Kreuz mit Kruzifix aus dem 19. Jahrhundert. Sie befindet sich auf dem Gelände der Villa Schmederer. | BDA-Hist.: Q38090553 Status: Bescheid Stand der BDA-Liste: 2025-06-30 Name: Kapelle am Kreuzberg, Waldkapelle in Parsch GstNr.: 324/1                                                           |
| ja   | Datei hochladen | Pfarrhof Aigen HERIS-ID: 75873 Objekt-ID: 89381                                                       | Reinholdgasse 14 Standort KG: Aigen I                 | | BDA-Hist.: Q38141032 Status: § 2a Stand der BDA-Liste: 2025-06-30 Name: Pfarrhof Aigen GstNr.: 538/5                                                                                            |
| ja   | Datei hochladen | Landhaus Berger HERIS-ID: 27996 Objekt-ID: 24546                                                      | Reitgutweg 27 Standort KG: Aigen I                    | Das Haus stammt aus den Jahren 1909/10; Bauherr war Julius Berger (Haus- und Gerichtsadvokat aus Wien) nach Plänen der Architekten C. Wenz und J. Leiker, ebenfalls Wien. Das Landhaus entspricht der Heimatstilarchitektur der Landhäuser auf dem Semmering um die vorige Jahrhundertwende. Einstöckiger Bau mit hohem Satteldach, das nochmals zwei Stockwerke birgt. Erker an der Nordseite, Eingangsloggia mit breiten Arkadenöffnungen nach Westen und Süden. | BDA-Hist.: Q37917176 Status: Bescheid Stand der BDA-Liste: 2025-06-30 Name: Landhaus Berger GstNr.: 408/3                                                                                       |
| ja   | Datei hochladen | Wohnhaus, Haus Garstenauer HERIS-ID: 85762 Objekt-ID: 99982seit 2013                                  | Schwarzenbergpromenade 1 Standort KG: Aigen I         | Gerhard Garstenauers 1978 fertiggestelltes eigenes Wohnhaus leitete den konstruktiven Holzbau in Salzburg ein. Das Gebäude ist ein unverkleideter Ständerbau mit Pultdach in Hanglage. Es besteht zur Gänze aus Lärchenholz. Als giftfreie Imprägnierung kam eine damals neue Borsalzlösung innen wie außen zum Einsatz. Der mehrschichtige Aufbau der Decken- und Wandflächen und Dreifachverglasungen ermöglicht einen U-Wert von 0,3 W/(m²·K). Das Haus erhielt beim österreichischen Holzbaupreis 1984 eine Anerkennung. | BDA-Hist.: Q38185848 Status: Bescheid Stand der BDA-Liste: 2025-06-30 Name: Wohnhaus, Haus Garstenauer GstNr.: 432                                                                              |
| ja   | Datei hochladen | Gasthof Schloss Aigen HERIS-ID: 27593 Objekt-ID: 24120                                                | Schwarzenbergpromenade 37 Standort KG: Aigen I        | Der Gasthof befindet sich in einem Nebengebäude von Schloss Aigen, er wurde 1982 von Niki Altenburg übernommen, dieser gestaltete ihn neu; seit 1991 beteiligt sich Hermann Forstner als Partner an dem Gasthof. | BDA-Hist.: Q37912331 Status: Bescheid Stand der BDA-Liste: 2025-06-30 Name: Gasthof Schloss Aigen GstNr.: 501/14                                                                                |
| ja   | Datei hochladen | Kath. Pfarrkirche Aigen, hl. Johannes der Täufer mit ehem. Friedhof HERIS-ID: 53227 Objekt-ID: 61034  | Schwarzenbergpromenade 40 Standort KG: Aigen I        | 1411 wird erstmals eine eigene Kirche in Aigen erwähnt, 1447 ist ein Aigner Friedhof nachgewiesen. Die Kirche wurde 1852 zu einer selbständigen Pfarre. 1891 wurde der heutige Friedhof angelegt. 2003 wurde von Gaston Kern eine neue Orgel mit 22 Register nach dem Vorbild einer Johann-Andreas-Silbermann-Orgel aus dem 18. Jahrhundert eingebaut. | BDA-Hist.: Q38056230 Status: § 2a Stand der BDA-Liste: 2025-06-30 Name: Kath. Pfarrkirche Aigen, hl. Johannes der Täufer mit ehem. Friedhof GstNr.: 531/3 Pfarrkirche Salzburg-Aigen            |
| ja   | Datei hochladen | Schloss Aigen HERIS-ID: 43581 Objekt-ID: 44203                                                        | Schwarzenbergpromenade 42 Standort KG: Aigen I        | Das Schloss wird erstmals 1402 als „freies Eigen“ im Besitz des Domkapitels erwähnt. Besitzer waren u. a. Levin von Mortaigne (17. Jahrhundert), die Freiherren von Pranckh, ab 1673 Johann Josef Graf Kuenburg und später Ernst Fürst Schwarzenberg. Im 18. Jahrhundert war es Treffpunkt des Illuminatenordens. Es ist ein drei-bis vierstöckiger Bau mit klassizistischer Fassade, das einen Turm aufweist. Im Park um das Schloss befinden sich mehrere Wirtschaftsgebäude. | BDA-Hist.: Q873913 Status: Bescheid Stand der BDA-Liste: 2025-06-30 Name: Schloss Aigen GstNr.: 524/2 Schloss Aigen                                                                             |
| ja   | Datei hochladen | Villa Trapp HERIS-ID: 53226 Objekt-ID: 61033                                                          | Traunstraße 34 Standort KG: Aigen I                   | → Hauptartikel : Villa Trapp f1 | BDA-Hist.: Q2525838 Status: § 2a Stand der BDA-Liste: 2025-06-30 Name: Trapp-Villa GstNr.: 692/3 Villa Trapp                                                                                    |
| ja   | Datei hochladen | Jüdischer Friedhof HERIS-ID: 99070 Objekt-ID: 115089                                                  | Uferstraße 47 Standort KG: Aigen I                    | Der Jüdische Friedhof dient seit 1893 als Hauptbegräbnisstätte der Israelitischen Kultusgemeinde Salzburgs. In der Zeit der Nationalsozialisten wurde er schwer beschädigt, 1940 wurde er an die vormalige Friedhofswärterin Maria Frenkenberger verkauft, die das Friedhofsgelände als Weidefläche und die Leichenhalle als Stall für ihre Kühe und Schweine entweihte; sie verkaufte auch 68 der 100 Grabsteine. Nach der Rückgabe durch die US-amerikanische Besatzungsmacht 1946 wurde der Friedhof wieder hergerichtet und erneut in Gebrauch genommen. Hier ist u. a. der in Salzburg wirkende Zukunftsforscher Robert Jungk begraben. | BDA-Hist.: Q1716754 Status: § 2a Stand der BDA-Liste: 2025-06-30 Name: Jüdischer Friedhof GstNr.: 748/3 Jewish cemetery in Salzburg                                                             |